# Tscherkaska Losowa
Tscherkaska Losowa (ukrainisch Черкаська Лозова; russisch Черкасская Лозовая Tscherkasskaja Losowaja) ist ein Dorf in der ukrainischen Oblast Charkiw mit etwa 4100 Einwohnern (2001).

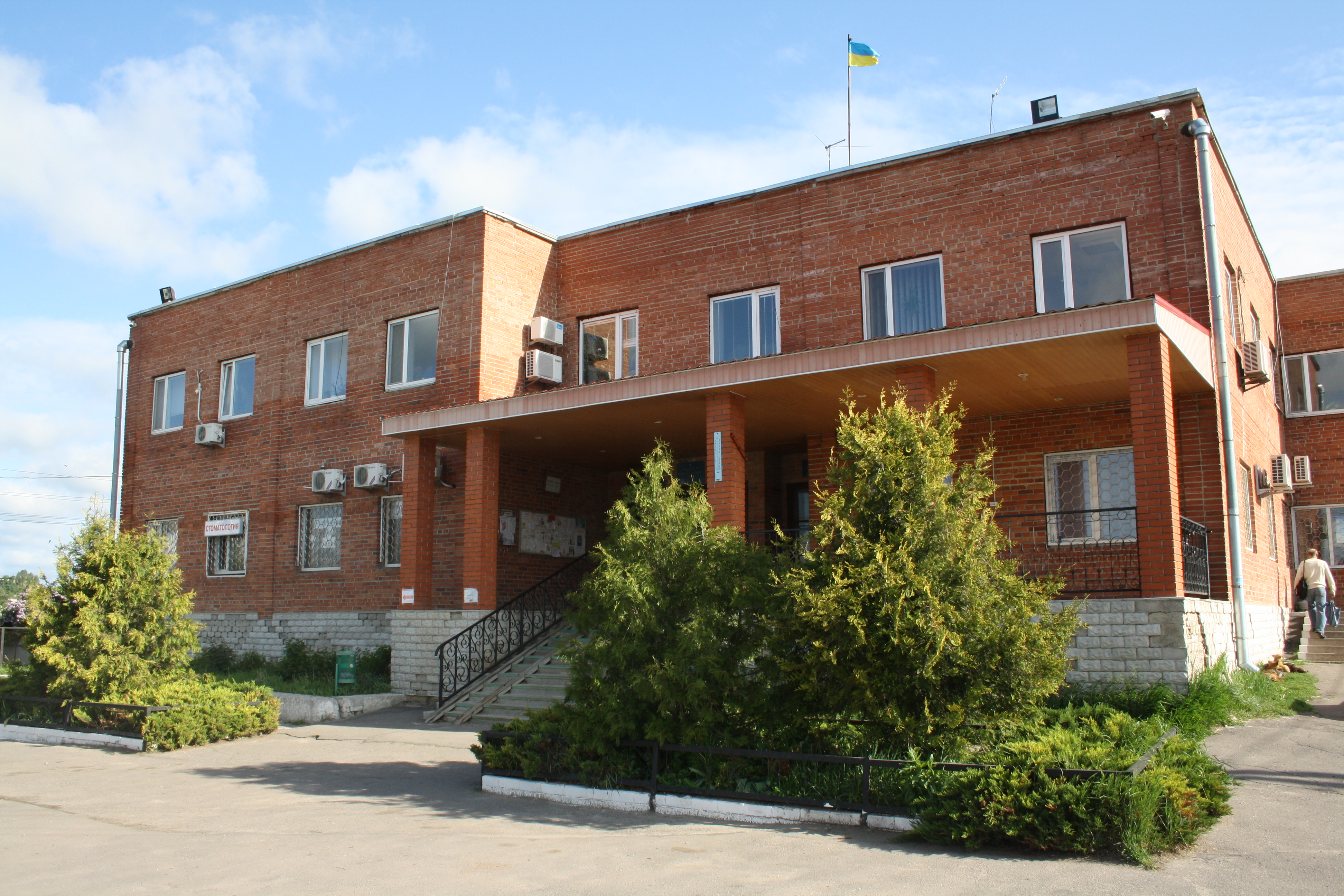
Gebäude der Gemeindeverwaltung

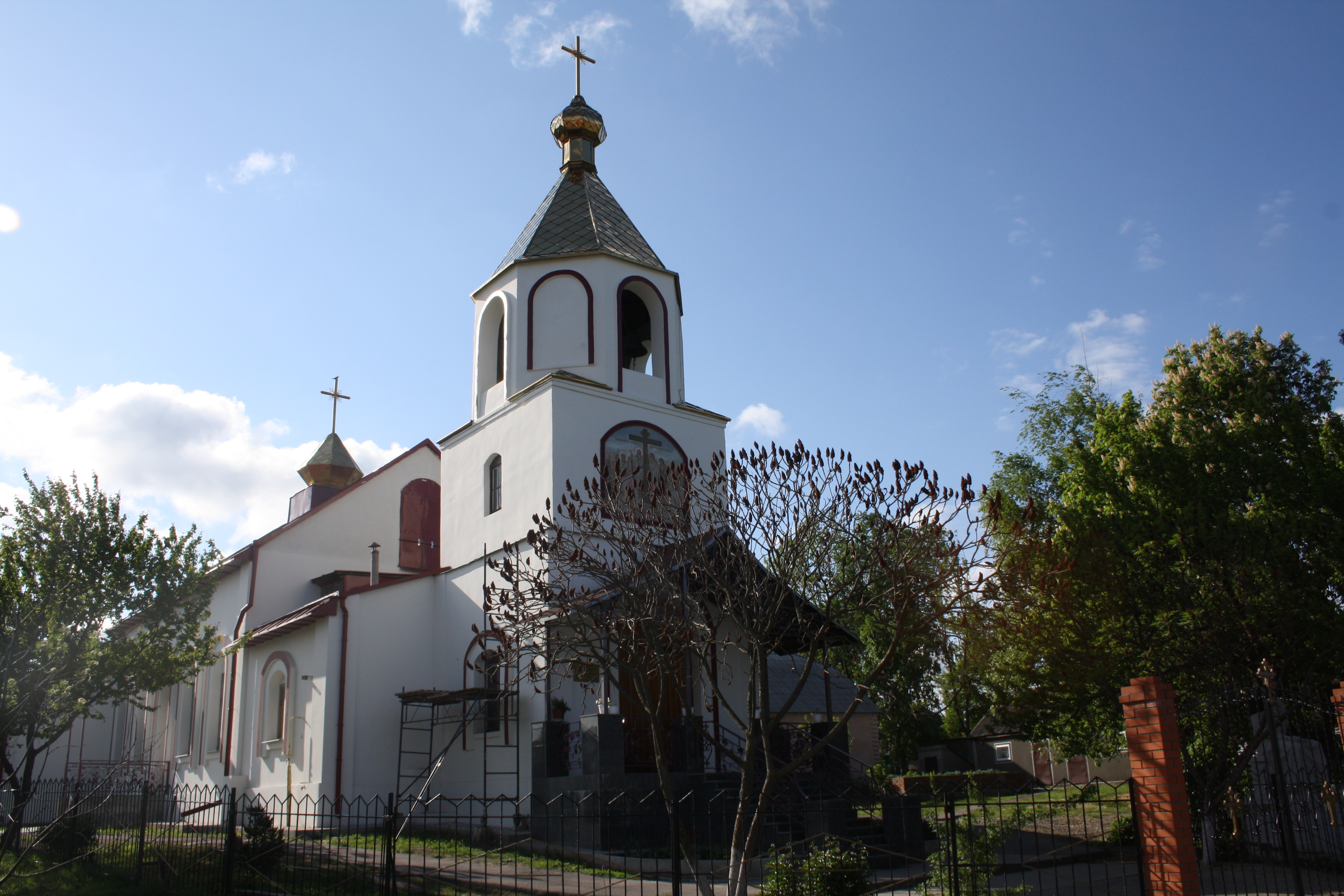
Kirche im Dorf

Das 1663 gegründete Dorf liegt am Ufer der Losowenka (Лозовенька), einem 16 km langen Nebenfluss des Lopan 9 km westlich vom ehemaligen Rajonzentrum Derhatschi und 16 km nördlich vom Oblastzentrum Charkiw.
Östlich vom Dorf verlaufen die Fernstraßen M 03 und M 20.
Am 12. Juli 2017 wurde das Dorf ein Teil neugegründeten Siedlungsgemeinde Mala Danyliwka, bis dahin bildete es zusammen mit der Ansiedlung Lisne (Лісне) die gleichnamige Landratsgemeinde Tscherkaska Losowa (Черкасько-Лозівська сільська рада/Tscherkassko-Losiwska silska rada) im Süden des Rajons Derhatschi.
Am 17. Juli 2020 wurde der Ort Teil des Rajons Charkiw.